# Piedmont (South Carolina)
Piedmont ist ein als Census-designated place (CDP) eingestufter Ort im US-Bundesstaat South Carolina. Der Ort liegt im Greenville County und Anderson County und ist Teil der Metropolregion Upstate.
Das U.S. Census Bureau hat bei der Volkszählung 2020 eine Einwohnerzahl von 5411 ermittelt.

## Geschichte

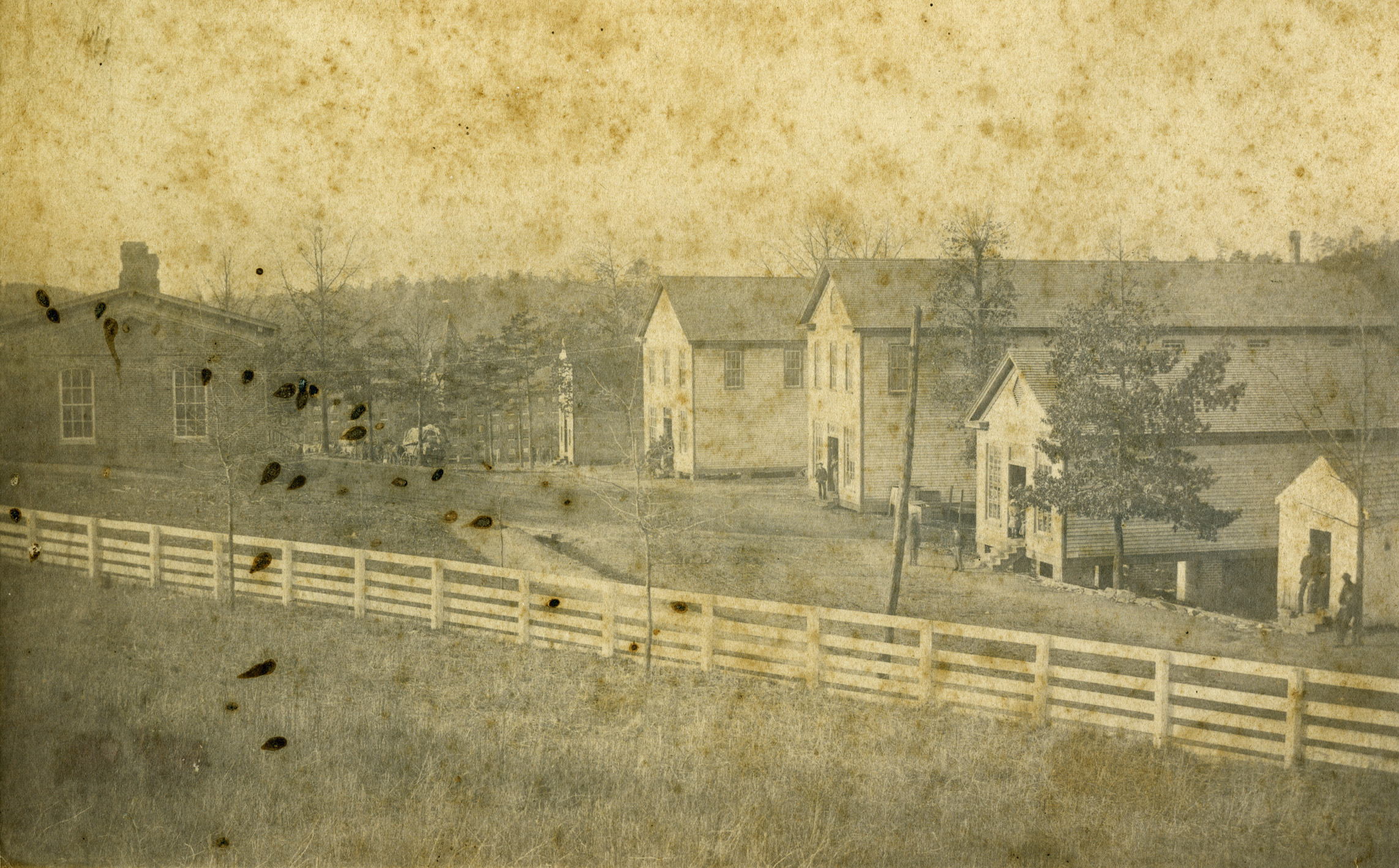
Innenstadt von Piedmont um 1890

Die amerikanischen Ureinwohner und die frühen Siedler von Piedmont nannten das Gebiet Big Shoals of the Saluda nach seichten Stellen des Saluda River. Die amerikanischen Ureinwohner nutzten die flachen Stellen als Übergang. David Garrison errichtete um 1850 an dieser Stelle eine Schrotmühle und benannte das Gebiet in Garrison Shoals um. Henry Pinckney Hammett kaufte dieses Grundstück für seine Baumwollmühle, die die Wasserkraft nutzte. Der Name der Gegend änderte sich wieder in Piedmont (Fuß der Berge). Der Amerikanische Bürgerkrieg unterbrach Hammetts Projekt bis 1876, als seine Fabrik den Betrieb aufnahm. Piedmont wurde in Hammetts Gründungsurkunde für die Piedmont Manufacturing Company und eine Eisenbahnstation aufgenommen. Die Wasserkraft des Saluda wurde von den 1880er bis in die 1920er Jahre auch zur Stromerzeugung für den Betrieb der Maschinen genutzt. 1946 wurden die Mühlen an J.P. Stevens and Company verkauft und dann mit modernen Funktionen ausgestattet. Die Produktion wurde bis 1977 fortgesetzt und 1983 brannte der größte Teil der Piedmont Manufacturing Company ab.

## Geographie
Piedmont liegt im nördlichen Anderson County und im südwestlichen Greenville County und befindet sich 19 km südlich des Zentrums von Greenville. Der Saluda River fließt südwärts durch das Stadtzentrum.

## Infrastruktur

### Verkehr
Die Interstate 85 liegt westlich von Piedmont. Die South Carolina State Road 86 führt ebenfalls durch den Ort. 
Im Osten des Ortsgebiets verlaufen zwei im Güterverkehr genutzte Bahnstrecken in Nord-Süd-Richtung: Die Belton Subdivision der CSX Transportation führt von Spartanburg über Greenville nach Pelzer, während die V-Line-Strecke des Greenville Districts der Norfolk Southern Railway von Greenville kommend in Piedmont endet und dort nur zum Abstellen zeitweise nicht benötigter Güterwagen genutzt wird.

## Söhne und Töchter des Ortes
- Corinne Boyd Riley (1893–1979), Politikerin